# Humin
Humin ist ein Dorf in Polen in der Stadt-und-Land-Gemeinde Bolimów, Woiwodschaft Łódź im Powiat Skierniewicki. Das Dorf Humin liegt nördlich Skierniewice, vier Kilometer östlich von Bolimów. Vom 31. Januar 1915 bis zum 2. Februar 1915 kam es hier zur Schlacht bei Humin. Der Deutsche Soldatenfriedhof Humin ist bis heute in dem Ort erhalten.